# Kniha Jarom
Jarom je název oddílu v Knize Mormonově, americkém náboženském díle, které roku 1830 vydal Joseph Smith. Její děj se má odehrávat mezi lety 401-399 př. n. l. Za autora je tradičně považován prorok Jarom. Autorem však může být také americký teolog z 19. století, Joseph Smith.

## Vznik a pozadí
Kniha Jaromova je součástí Knihy Mormonovy - náboženské knihy mormonského náboženství, která byla sepsána (přeložena) Josephem Smithem na počátku 19. století. Panují pochyby o to, zda je kniha skutečným historickým dokumentem.

## Obsah
Kniha obsahuje svědectví o spravedlivém životě Nefitů a vzpomínky na varování proroků. Odehrává se kolem roku 401-399 př. Kr.